# Cryptomorphisme
En mathématiques, deux objets, et plus spécialement deux systèmes d'axiomes ou leurs sémantiques sont dits cryptomorphes[réf. nécessaire] (cryptomorphic en anglais) s'ils sont équivalents mais pas de manière évidente. C'est une définition informelle, contrairement à celle de morphisme.

## Histoire
Le mot cryptomorphic a été créé par Garrett Birkhoff avant 1967, dans la troisième édition de son livre Lattice theory (treillis).  
Birkhoff n'y donne pas une définition formelle ; depuis, d'autres chercheurs de ce domaine ont alors tenté de lui donner un sens.

## Utilisation dans la théorie des matroïdes
Gian-Carlo Rota a popularisé le  sens informel du terme avec une acception étendue dans le contexte de la théorie des matroïdes : il y a des
douzaines d'approches axiomatiques des matroïdes, mais deux systèmes différents d'axiomes apparaissent souvent comme très différents.
Dans son livre Indiscrete Thoughts, Rota décrit la situation :
« Comme beaucoup d'autres grandes idées, la théorie des matroïdes a été inventée par l'un des grands pionniers américains, Hassler Whitney. Son article, qui est encore aujourd'hui la meilleure initiation sur ce sujet, révèle de manière flagrante la particularité unique de ce domaine, à savoir, la variété exceptionnelle de définitions cryptomorphes pour un matroïde, inconfortablement sans liens entre elles et exhibant des pédigrées mathématiques totalement différents. C'est comme si l'on condensait toutes les tendances des mathématiques contemporaines dans une seule structure finie, un exploit que l'on pourrait considérer a priori comme impossible, sauf que les matroïdes existent réellement. »
Bien qu'il y ait beaucoup de concepts cryptomorphes en dehors de la théorie des matroïdes et de l'algèbre universelle, le mot n'a pas connu de succès auprès des mathématiciens en dehors de ce champ. Il est néanmoins largement utilisé parmi les chercheurs en théorie des matroïdes.